# Badanahatti, Bellary
Badanahatti là một làng thuộc tehsil Bellary, huyện Bellary, bang Karnataka, Ấn Độ.